# Comtat de Regensberg
El comtat de Regensberg fou una jurisdicció feudal del Sacre Imperi Romanogermànic a la moderna Suïssa.
Els seus senyors eren originaris de Montbéliard i van pertànyer a l'alta noblesa. Lutold de Montbéliard es va casar amb Willebirgis de Wülflingen. En una partició dels béns la casa de Montbéliard, Lutold va recollir una extensa regió entre Rüti i el sud d'Alemanya, si bé era un territori amb més d'un senyor i incloïa importants béns en terres al Reppischtal i el districte de Knonau, a la vora del llac de Zug i a l'Obwalden; una part de l'herència va passar després al senyors de Sellenbüren i d'Uetliburg, i a la seva mort, la totalitat als convents de Muri, d'Engelberg i de Sant Blas (a la Selva Negra). En un document del 1044 apareix esmentat Lütold d'Affoltern (modernament Affoltern és un barri de Zúric) i com que en aquell temps les persones s'anomenaven pel lloc on residien en un moment determinat i no per un cognom permanent, podria tractar-se de Lutold de Regensburg, que hauria fundat el castell que per arqueologia resulta ser del segle XI.
Aquest Lutold I hauria mort el 1088 en combat contra l'abat de Saint Gall. Després apareix Lutold II en una donació al convent d'Einsiedeln de terres situades a la vora del riu Limmat, per la construcció d'un convent de monges que es va dir «Fahr». Va seguir Lutold III i després Lutold IV que vers 1200 va agafar el títol de comte, el que mostra el seu poder, fonamentat en els seus importants béns en un territori molt gran que anava del Klettgau i Thurgau fins a la desembocadura de l'Aar, i potser fins al Oberland bernès i a l'Emmental. També es va beneficiar d'algunes aliances matrimonials amb la casa dels comtes de Kyburg. Va fundar el convent de Rüti i va restaurar el castell. Probablement fou Lutold V qui va fundar Grüningen vers 1230 i va participar almenys en la fundació o l'engrandiment de Kaiserstuhl; vers 1240 va fundar Glanzenberg i el 1244 Neu-Regensberg.
Hauria mort el 1255 i llavors es va procedir a una partició. Lütold VI va obtenir la seu ancestral, Grüningen, Rüti i el castell de Balm a la riba dreta del Rin (prop de Rheinau); el seu germà Ulric va rebre Neu-Regensberg i els territoris a la vora del Limmat. La divisió (i potser altres causes) fou nefasta per a la família que a la segona meitat del segle XIII es va endeutar i va començar a vendre i a hipotecar propietats, primer a les regions més allunyades; una guerra privada que van lliurar el 1267 no devia estar al marge d'aquest empobriment. Zuric i els Habsburg recorrien a diversos enganys amb els quals es van apoderar d'alguns castells dels Regensberg, en particulier els de Uetliburg i de Wulp, prop de Küsnacht, i la batllia de Glanzenberg, que van ser destruïts; però els fets de 1267 són tèrbols i els historiadors ho posen en dubte i s'acusa de fantasia al cronista Johannes von Winterthur, especialment ja que les proves arqueològiques no han pogut confirmar (ni desmentir) res; potser Johannes hauria barrejat en un únic episodi fets que van passar en diverses èpoques. A partir del 1290 el seu poder va començar a decaure ràpidament. Lütold VII ja havia abandonat la seu ancestral el 1302 (que va vendre o hipotecar als Habsburg) per instal·lar-se a Balm que després va vendre al mateix temps que el castell i la vila de Kaiserstuhl. És possible que hagués tornat a Alt-Regensberg abans de la seva mort el 1320, però després els seus successors l'haurien tornat a vendre junt amb altres propietats incloent la vila de Regensburg. El darrer comte mascle va morir el 1331.
Els Habsburg van hipotecar el castell de Regensburg a Zúric el 1409 que el va adquirir el 1417. A la Guerra Antiga de Zuric (1440-1446) els confederats van ocupar el castell sense resistència. El 1458 fou comprat per un comerciant local però Zuric li va arrabassar la propietat per la força el 1468; després el castell va quedar en ruïnes.